# Trilobozoa
Die Trilobozoa sind ein ausgestorbener  Stamm des Tierreichs, der sich durch dreistrahlige (triradiale) Symmetrie auszeichnet und der noch vor der kambrischen Explosion im späten Ediacarium verbreitet war.

## Etymologie
Die Bezeichnung Trilobozoa (Dreilobentiere) ist eine Wortschöpfung, die sich aus den drei altgriechischen Wörtern τρι tri ‚drei‘, λοβός lobós ‚Lappen/Ausbuchtung‘ und ζῷον zóon ‚Tier‘ zusammensetzt.

## Taxonomie
Die verwandtschaftlichen Beziehungen der Trilobozoa sind nach wie vor nicht geklärt. Ivantsov und Fedonkin (2002) reihen den Stamm unter die Nesseltiere (Cnidaria) ein. Sie gründen diese Schlussfolgerung auf den zur Ordnung der Conulariida gehörenden Vendoconularia, die eine hexagonale Symmetrie an den Tag legen und taxonomisch zu den Trilobozoa gestellt wurden. Da die Conulariida eine Schwestergruppe der Schirmquallen (Scyphozoa) darstellen, müssen laut Ivantsov und Fedonkin auch die Trilobozoa notgedrungen dem Stamm der Cnidaria angehören.
Trilobozoa ähneln jedoch nur oberflächlich Nesseltieren. Sie wurden anfangs noch als Klasse des Stamms Coelenterata angesehen, aber nach erfolgter Aufspaltung der Coelenterata in die beiden eigenständigen Stämme Cnidaria und Rippenquallen (Ctenophora) wurden die Trilobozoa schließlich ebenfalls zum Rang eines Stamms erhöht.

## Beschreibung
Die ursprünglichsten Trilobozoa, repräsentiert von Tribrachidium, waren scheibenartige Organismen. Vergleiche mit anderen diskusartigen Trilobozoa ergaben, dass die verschiedenen Armmuster der einzelnen Taxa wachstumsbedingt (durch Wachstumsstopp bzw. erneutes Anwachsen) entstanden waren und unterschiedlichen Entwicklungsstadien entsprachen.
Fortgeschrittenere und länger bestehende Trilobozoa wie beispielsweise das langlebige Taxon Conularia hatten die Gestalt eines länglichen Kegels. Ihre Schalenstrukturen ähneln viereckigen Eiswaffeln. Das Fehlen von Septen oder anderen, für Blumentiere (Anthozoa) diagnostischen Strukturen ließen jedoch viele Bearbeiter von einem Ursprung der Conulariden aus Anthozoen abrücken (Conularidae werden gewöhnlich nicht zu den Ediacara-Biota gerechnet, da sie im Fossilbericht erst kurz vor Beginn des Kambriums einsetzten und bis in die Untertrias überdauerten).
Ivantsov und Fedonkin sind der Ansicht, dass die Conularida ursprünglich eine triradiale Symmetrie besaßen. Sie befürworten folgendes evolutives Schema:
Albumares und Tribrachidium → Anfesta und Rugoconites → Hallydaya → Anabaritidae → Carinachitiida und Hexanguloconularida
Mittlerweile scheint sich die Überzeugung durchzusetzen, dass die Vierersymmetrie conulater Trilobozoa aus einer bei Vendoconularia vorhandenen Sechsersymmetrie hervorgegangen war. Letztere hatten sich ihrerseits aus der Dreiersymmetrie ihrer scheibenförmigen Trilobozoen-Vorfahren entwickelt.

## Taxonomie
Die Trilobozoa werden in monotypische Taxa unterteilt, welche zwei Familien bilden:

### Familie AlbumaresidaeFedonkin, 1985
- Albumares Fedonkin, 1976

Vorkommen an der Sjusma am Weißen Meer und am Reaphook Hill in der Flinderskette
- Anfesta Fedonkin, 1984

Simni Bereg und an der Charakta (Weißmeerküste), sowie in der Flinderskette

### Familie TribrachididaeRunnegar, 1992
- Tribrachidium Glaessner, 1959

Vorkommen in der Flinderskette, im Dnjester-Becken in Podolien (Ukraine) sowie an der Sjusma und der Solsa an der Weißmeerküste

### Trilobozoa incertae sedis
Folgende Taxa besitzen eine unsichere Stellung und sind keiner Familie zugeordnet:
- Skinnera Wade, 1969 – Mount Skinner, Flinderskette
- Hallidaya Wade, 1969 – Mount Skinner, Flinderskette
- ?Triforillonia Gehling u. a., 2000 – Mistaken Point, Neufundland
- ?Rugoconites Glaessner und Wade, 1966 – Flinderskette

### Familie Anabaritidae
Ivantsov und Fedonkin (2002) zählen auch noch die frühkambrischen Angustiochreida (bzw.  Anabaritidae) und verwandte Taxa zu den Trilobozoa.
- Aculeochrea
- Anabarites
- Cambrotubulus
- Mariochrea
- Selindeochrea